# Eugen Ristenpart

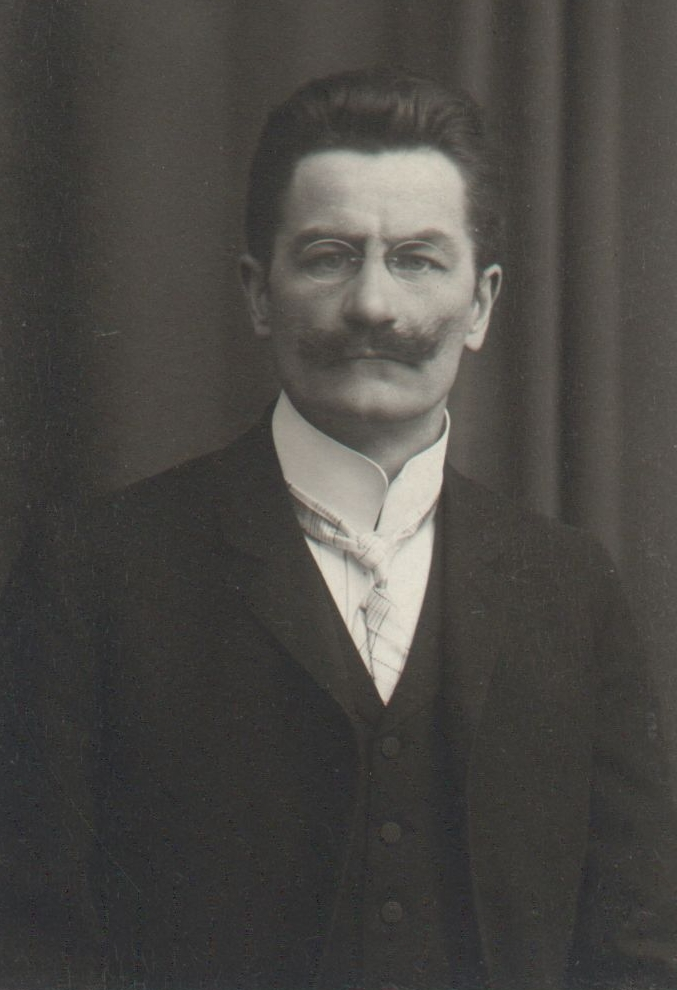
Eugen Ristenpart, aufgenommen um 1908 in Krefeld

Eugen Carl Emil Ristenpart (* 22. November 1873 in Frankfurt am Main; † 2. Mai 1953 in Wiesbaden) war ein deutscher Chemiker und Lehrer für Färbereichemie und Fasertechnologie an den Technischen Staatslehranstalten Chemnitz. Er gehörte als Leiter der Werkstelle für Farbkunde zu den Wegbereitern für die Nutzbarmachung der Ostwaldschen Farbenlehre in der Textilindustrie.

## Leben und Wirken
Eugen Ristenpart war der jüngste von vier Söhnen des Kaufmanns Friedrich Christian Siegismund Ristenpart und dessen Ehefrau Johanna Maria Louise geb. Lackemann. Friedrich Wilhelm Ristenpart war sein ältester Bruder.

### Frankfurt am Main, Studium in Freiburg und Berlin

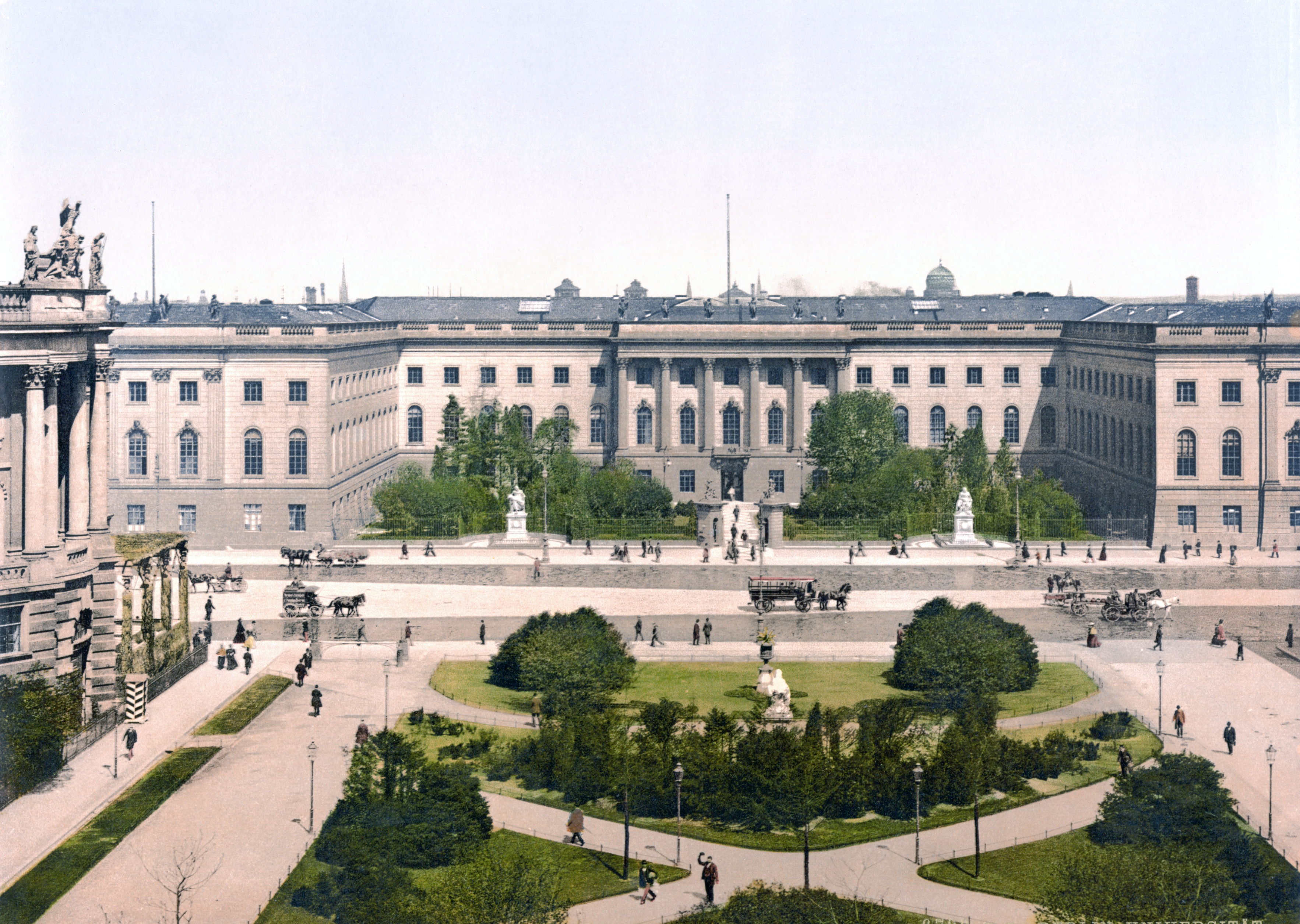
Friedrich-Wilhelms-Universität zu Berlin um 1900

Nach dem Besuch des Realgymnasiums und des Gymnasiums in Frankfurt am Main legte Ristenpart zu Michaelis 1891 die Reifeprüfung ab und begann im gleichen Jahr zum Wintersemester 1891/1892 an der Albert-Ludwigs-Universität Freiburg ein Studium in verschiedenen naturwissenschaftlichen Fächern. Unter anderem belegte er Vorlesungen zur Anorganischen Chemie und zur Organischen Chemie bei Conrad Willgerodt. Im August 1892 verließ er die Universität Freiburg, um sein Studium der Naturwissenschaften an der Friedrich-Wilhelms-Universität zu Berlin fortzusetzen. Zu seinen Hochschullehrern gehörte auch der Physiker Emil Warburg.
Mit der Dissertationsschrift „Über die Einwirkung von Ammoniak und Alkylaminen auf Bromaäthylphtalamid“ promovierte er im Juli 1896 bei Emil Fischer im Hauptfach Chemie. Physik, Mineralogie und Philosophie gehörten ebenfalls zu seinen Prüfungsfächern.

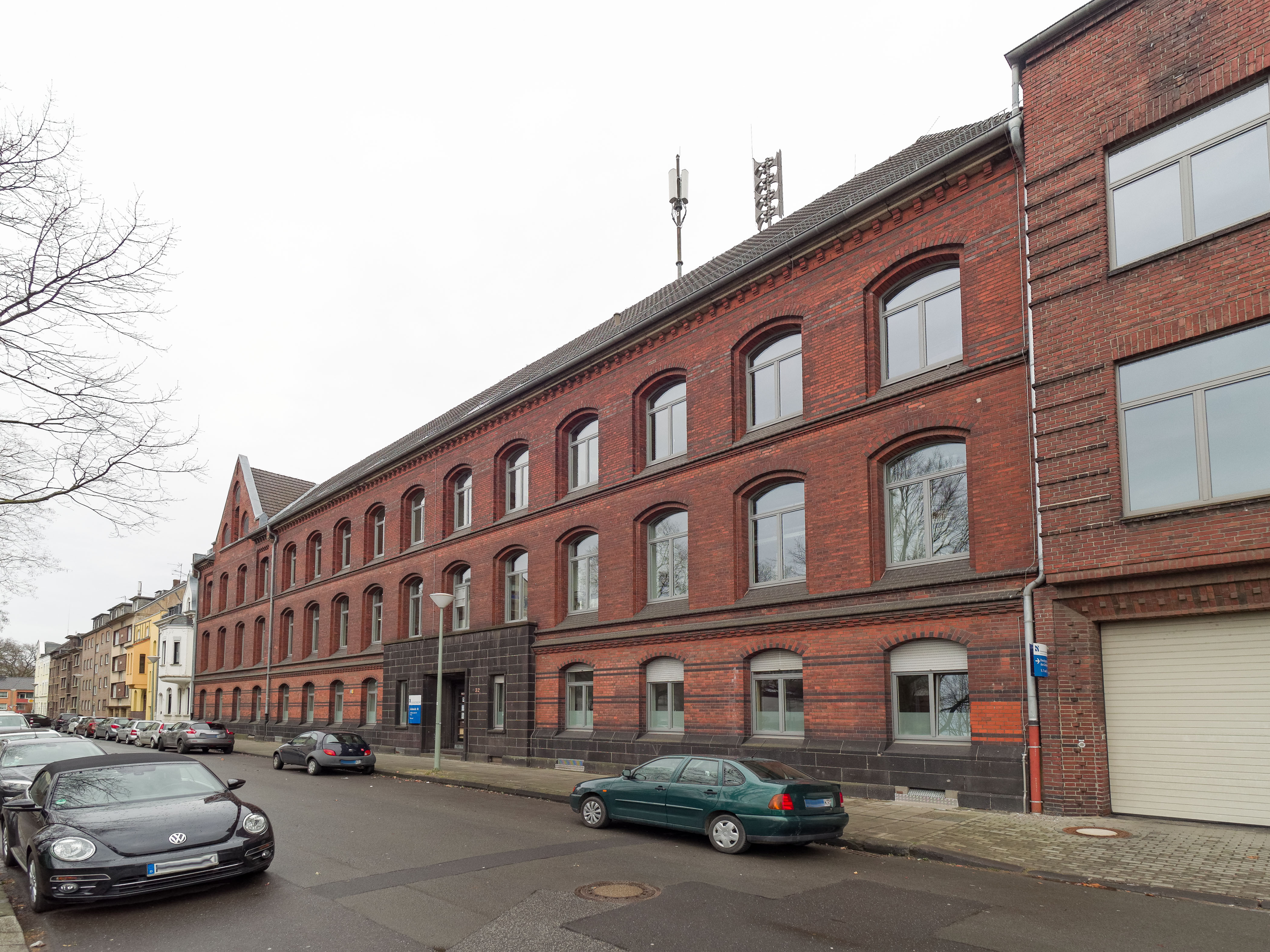
Ehemalige Färberei- und Appreturschule in Krefeld im Jahr 2019

### Assistent in Karlsruhe und Krefeld
Nach der Promotion war Ristenpart zunächst als Privatassistent bei Hans Bunte und als Assistent an der Großherzogischen Badischen Chemisch-technischen Prüf- und Versuchsanstalt in Karlsruhe tätig. In dieser Zeit befasste er sich mit Fragen und Problemen der Wasseruntersuchung und Wasserreinigung. Im Januar 1897 wurde er Vorlesungsassistent bei Heinrich Lange an der Königlichen Färberei- und Appreturschule in Krefeld und übte diese Tätigkeit bis März 1899 aus.

### Betriebschemiker in Paterson (New Jersey) und in Krefeld

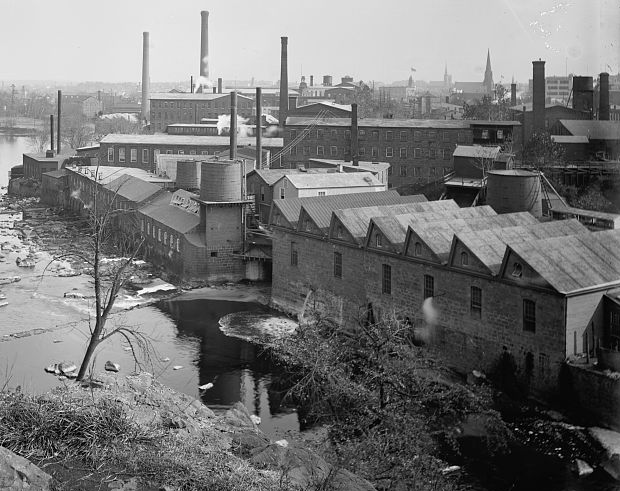
Seidenfabriken und Seidenfärbereien entlang des Passaic River in Paterson (New Jersey) im Jahr 1906

Im April 1899 fuhr Ristenpart nach Amerika, um dort in der 1889 gegründeten Seidenfärberei Knipscher & Maass Silk Dyeing & Co. in Paterson (New Jersey) als Betriebschemiker tätig zu werden.
Knipscher & Maass führten damals grundlegende Verfahren zur Wasseraufbereitung ein, da zur Entleimung der Rohseide sowie im gesamten Bleich-, Färbe- und Spülprozess sehr viel sauberes Wasser benötigt wurde. Außerdem war Knipscher & Maass sehr erfolgreich bei der Entwicklung von Methoden zum Erschweren von Seide durch Zugabe von Zinnphosphat und anderen Mineralien zu Seidengarn.
Im Juli 1901 beendete Ristenpart seine Tätigkeit in Paterson, kehrte nach Deutschland zurück und war ab Januar 1902 Betriebschemiker in der Krefelder Seidenfärberei AG. Diese Funktion bekleidete er bis zum Herbst 1908.
In den Jahren 1907 und 1908 erschienen erste Fachaufsätze Ristenparts zu Farben und zur Technologie des Färbens, beispielsweise in Lehnes Färberzeitung ein Artikel zum Thema „Die Bedeutung der Garantiefrage für die Seidenindustrie“. Im November 1908 reichte Ristenpart bei der Zeitschrift für angewandte Chemie ein Manuskript zu einem weiteren Fachaufsatz ein, der unter dem Titel „Die Wirkung des Lichtes auf erschwerte Seide“ zu Beginn des Jahres 1909 veröffentlicht wurde.

### Lehrer für Färbereichemie und Professor für Textilchemie in Chemnitz

Eugen Ristenpart (1. Reihe, 4. v. r.) mit dem I. und III. Färberkurs im Wintersemester 1915/16 im Färbereilabor der Königlichen Färbereischule Chemnitz

Am 1. Februar 1909 wurde Ristenpart an den Technischen Staatslehranstalten Chemnitz als Lehrer angestellt, um vor allem auf dem Gebiet der Färbereichemie an der Färberschule tätig zu werden. Im gleichen Jahr erhielt die Chemnitzer Färberschule die Bezeichnung „Königliche Färbereischule zu Chemnitz“, an der Färberei-Chemiker und Färberei-Techniker ausgebildet wurden.
Am 24. Februar 1912 wurde Ristenpart zum Professor für Textilchemie ernannt. 1912 nahm er zudem an der Jubiläumsversammlung des Vereins Deutscher Chemiker in Freiburg teil. In den Folgejahren besuchte er die Hauptversammlungen des Vereins Deutscher Chemiker 1913 in Breslau, 1914 in Bonn und 1916 in Leipzig.
1914 arbeitete Ristenpart an der von Fritz Ullman bei Urban & Schwarzenberg, Berlin herausgegebenen Enzyklopädie der Technischen Chemie mit.
Ristenpart verfolgte als einer der Ersten Wilhelm Ostwalds Arbeiten zur Farbenforschung und zur Entwicklung eines Farbatlas, die Ostwald 1914 im Auftrag des Deutschen Werkbundes begonnen hatte und führte schon 1915 dessen Farbenlehre in den Unterricht der Färbereischule ein.
1917 erschienen Ostwalds Farbenfibel und Farbenatlas und 1919 Ostwalds Abhandlung Farbnormen und Farbharmonien. Nachdem im Oktober 1919 Ostwalds Denkschrift „Die Werkstelle für Farbkunde“ erschienen war, schlug Ristenpart im Dezember 1919 vor, in Chemnitz eine Zweigstelle der für Dresden vorgesehenen Werkstelle für Farbkunde zu errichten. Im Januar 1920 wurde dieser Vorschlag vom Direktor der Chemnitzer Technischen Staatslehranstalten unterstützt und dieser reichte einen entsprechenden Antrag beim Wirtschaftsministerium in Dresden ein. Die Werkstelle sollte der Färbereischule angegliedert und Ristenpart zu ihrem Leiter ernannt werden.

### Leiter der Werkstelle für Farbkunde in Chemnitz
Im April 1920 wurde Ristenpart mit der Einrichtung und Leitung der Chemnitzer Werkstelle für Farbkunde beauftragt. Dabei sollte in enger Zusammenarbeit mit Ostwald die Anwendung von dessen Farblehre in der praktischen Färberei vorbereitet, Lösungen für Anwendungsprobleme in der Industrie gesucht, Farbnormen für Textilien aufgestellt sowie Untersuchungen von Farbstoffen und Färbungen vorgenommen werden. Die Forschungen der Chemnitzer Zweigstelle für Farbkunde sind in zahlreichen Veröffentlichungen dokumentiert. Außerdem wurden auch Schüler in der Werkstelle ausgebildet. In den Folgejahren entwickelte sich daraus eine erfolgreiche Zusammenarbeit mit Wilhelm Ostwald.
Von 1920 bis 1936 erschienen zahlreiche Fachaufsätze Ristenparts in der Leipziger Monatsschrift für Textil-Industrie des Theodor Martins Textilverlags, Zeitschrift für die gesamte Textilindustrie des Verlags L. A. Klepzig in Leipzig, in der in Mannheim verlegten Zeitschrift Textilberichte über Wissenschaft, Industrie und Handel, in Melliands Textilberichte aus Heidelberg sowie im Kalender für Spinnerei und Weberei (1923) und im Deutschen Färberkalender (1928 und 1929).
1921 wurde Ristenpart Sachverständiger der Handelskammer Gera für das Gebiet der Färbereitechniken und als Gutachter bei gerichtlichen Verfahren beauftragt.
Bis 1931 führte die Werkstelle für Farbkunde an der Färbereischule zu Chemnitz regelmäßig öffentliche Abendkurse durch, an denen Ristenpart jeweils einen einstündigen Vortrag hielt. Ristenpart unterrichtete das Fach Farbenlehre sowohl an der Färbereischule als auch an der Textilingenieurabteilung der Technischen Staatslehranstalten, die 1929 in Staatliche Akademie für Technik umbenannt worden war.
Ristenpart war 1925 in Zürich und 1928 in Heidelberg Teilnehmer an den Kongressen des Internationalen Vereins der Chemiker-Koloristen.
Beim Dritten Färberei-Technischen Kongress, der im August 1925 im schwedischen Borås stattfand, hielt Ristenpart einen Vortrag über die „Die Ostwaldsche Farbenlehre und ihr Nutzen für die Textilindustrie“. Dieser Vortrag wurde im gleichen Jahr in der Monatsschrift für Textilindustrie des Theodor Martins Textilverlags Leipzig und 1926 von diesem Verlag als Buch und einem zusätzlichen Tafelwerk veröffentlicht.
Von 1923 bis 1933 erschienen sechs Bände von „Die chemische Technologie der Gespinstfasern“. Im Vorwort zum dritten Band wies Ristenpart darauf hin, dass die Benutzung der Ostwaldschen Farbenlehre seine fachlichen Darstellungen sehr erleichtert hätten. „An Stelle der früher üblichen langatmigen und doch unzureichenden Farbbenennungen sind die knappen und genauen Farbzeichen getreten.“
Nach Ostwalds Tod 1932 trat Ristenpart weiterhin für die Verbreitung und Anwendung der Ostwaldschen Farbordnung und Farbnormung ein.
1934 beendete Ristenpart aus gesundheitlichen Gründen seine Lehrtätigkeit an der Staatlichen Akademie für Technik in Chemnitz und trat am 1. Oktober 1934 in den Ruhestand.

### Ruhestand in Wiesbaden
Ab 1936 oder 1937 lebte Ristenpart in Wiesbaden.
In den Folgejahren gab er vier nachgelassene Schriften Ostwalds mit eigenen Ergänzungen heraus, darunter 1936 Er und ich und 1939 den noch fehlenden dritten Teil von Ostwalds Werk Die Farbenlehre.
1942 veröffentlichte Ristenpart eine zweite, erweiterte und vertiefende Fassung seines 1925 in Borås gehaltenen Vortrags in der Monatsschrift für Textilindustrie. 1948 schrieb er eine dritte Fassung, die im gleichen Jahr als broschiertes Buch unter dem Titel Die Ostwaldsche Farbenlehre und ihr Nutzen im Technischen Verlag Herbert Cram Berlin erschien.
Ristenpart verstarb am 2. Mai 1953 in Wiesbaden und wurde in Mainz bestattet.

## Schriften
- Chemische Technologie der organischen Farbstoffe. Johann Ambrosius Barth, Leipzig 1924, DNB 575853603.
- Die Ostwaldsche Farbenlehre und ihr Nutzen für die Textilindustrie. Martins Textilverlag Leipzig 1926, Hauptwerk DNB 367776103, Tafelwerk DNB 367776111.
- Chemische Technologie der Gespinstfasern. Praktisches Hilfs- und Lehrbuch für Bleicher, Färber, Drucker und Ausrüster sowie zum Unterricht an Fach- u. Hochschulen. DNB 560831625.
  - Teil 1: Die chemischen Hilfsmittel zur Veredlung der Gespinstfasern. Eigenschaften, Darstellung, Prüfung und praktische Anwendung. M. Krayn, Berlin 1923. Neuausgabe: De Gruyter, Berlin/Boston 2021, doi:10.1515/9783112356067.
  - Teil 2: Die Gespinstfasern. M. Krayn, Berlin 1928. Neuausgabe: De Gruyter, Berlin/Boston 2020, doi:10.1515/9783111516073.
  - Teil 3: Die Praxis der Färberei unter Berücksichtigung der Appretur. M. Krayn, Berlin 1926. Neuausgabe: De Gruyter, Berlin/Boston 2021, doi:10.1515/9783112355961.
  - Teil 4: Die Praxis der Bleicherei unter Berücksichtigung der Appretur. M. Krayn, Berlin 1928. Neuausgabe: De Gruyter, Berlin/Boston 2022, doi:10.1515/9783112467046.
  - Teil 5: Die Ausrüstung (Appretur). Allgemeine Ausrüstung, Merzerisation, Seidenbeschwerung, Wasserdicht- und Flammensichermachen, Appreturanalyse. M. Krayn, Berlin 1932. Neuausgabe: De Gruyter, Berlin/Boston 2020, doi:10.1515/9783111415079.
  - Teil 6: Die Druckerei. Zeugdruck, Garndruck, Kunstseidendruck, Wolldruck, Seidendruck. Technischer Verlag M. Krayn, Berlin 1934. Neuausgabe: De Gruyter, Berlin/Boston 2020, doi:10.1515/9783111415062.
- Die Ostwaldsche Farbenlehre und ihr Nutzen. Technischer Verlag Herbert Cram, Berlin 1948, DNB 454054890. Neuausgabe: De Gruyter, Berlin/Boston 2021, doi:10.1515/9783112459720.